# Poziom swobodnej konwekcji
Poziom swobodnej konwekcji (ang. Level of Free Convection, w skrócie LFC) – w atmosferze opisuje wysokość ponad powierzchnią ziemi, na której cząstka próbna będzie swobodnie poruszać się do góry. Niewielka różnica między   LFC a poziomem kondensacji wymuszonej (LCL) sprzyja rozwojowi zjawisk burzowych. 